# Tour de Flandes 1956
El Tour de Flandes 1956 és la 40a edició del Tour de Flandes. La cursa es disputà el 2 d'abril de 1956, amb inici a Gant i final a Wetteren després d'un recorregut de 238 quilòmetres. El vencedor final fou el francès Jean Forestier, que s'imposà en solitari en l'arribada a Wetteren. Els belgues Stan Ockers i Leon van Daele acabaren segon i tercer respectivament.

## Classificació final
|    | Ciclista                  | Equip                     | Temps      |
| -- | ------------------------- | ------------------------- | ---------- |
| 1  | Jean Forestier (FRA)      | Follis-Dunlop             | 6h 09' 00" |
| 2  | Stan Ockers (BEL)         | Elve-Peugeot              | + 9"       |
| 3  | Leon van Daele (BEL)      | Bertin                    |            |
| 4  | Rik Van Steenbergen (BEL) | Elve-Peugeot              |            |
| 5  | Lucien Mathys (BEL)       | Groene Leeuw              |            |
| 6  | Germain Derycke (BEL)     | Van Hauwaert-Faema-Guerra |            |
| 7  | André Vlayen (BEL)        | Elve-Peugeot              |            |
| 8  | Briek Schotte (BEL)       | Faema                     |            |
| 9  | Ernest Sterckx (BEL)      | Elve-Peugeot              |            |
| 10 | Jan Zagers (BEL)          | Libertas                  |            |